# پشتیگبان
یگانی ویژه از ارتش شاهنشاهی ساسانی که عهده‌دار محافظت از شاهنشاه بودند.

## شیوهٔ جنگ‌آوری
در زمان صلح پایگاه این نیرو در پایتخت شاهانهٔ تیسفون بود و از بهترین نیروهای اسواران بودند. تعداد این نیروها به هزار نفر می‌رسید و توسط پشتیگبان سالار فرماندهی می‌شدند. بیشتر به عنوان زره‌پوش با پوشش زرهی سنگین و اسب زره پوش که با شتاب فوق‌العاده‌ای صفوف دشمن را در هم می‌شکست شرکت می‌کردند.

## گیان اوسپار
زیر واحد یگان پشتیگبان گیان-اوسپار (جانسپار، فداکاران جان در راه محافظت از شاه) نام داشتند که از بهترین‌های پشتیگبان تشکیل شده بودند. آنها در مقابل حملهٔ ژولیان به ایران در قرن ۴ میلادی جنگیدند.
یگان پشتیگبان پس از شکست ساسانیان در حمله اعراب که موجب سقوط امپراتوری ساسانی شد، محو گردید.

## کتابشناسی
- فرخ کاوه (۲۰۰۵) ساسانیان نخبگان سواره نظام AD224-642. Osprey Publishing
- Morony, Michael G. (2005) [1984]. Iraq After The Muslim Conquest. Gorgias Press LLC. ISBN 978-1-59333-315-7.